# Emylyr da Conceição
Emylyr da Conceição (ur. 1 grudnia 1993) – brazylijska lekkoatletka specjalizująca się w rzucie oszczepem.
W 2011 zdobyła złoty medal mistrzostw Ameryki Południowej juniorów.
Rekord życiowy: 46,54 (24 września 2011, Medellín). 

## Osiągnięcia
| Rok  | Impreza                           | Miejsce  | Pozycja    | Wynik |
| ---- | --------------------------------- | -------- | ---------- | ----- |
| 2011 | Mistrzostwa Ameryki Płd. juniorów | Medellín | 1. miejsce | 46,54 |